# Фазалур Регман
Фазалур Регман (15 березня 1941 — 9 березня 2023) — пакистанський хокеїст на траві.
Срібний призер Олімпійських Ігор 1972 року. Переможець Азійських ігор 1970 року, срібний призер 1966 року.
Дядько олімпійського чемпіона з хокею на траві Наїма Ахтара.